# Campeonato Panamericano de Taekwondo de 2008
El XV Campeonato Panamericano de Taekwondo se celebró en Caguas (Puerto Rico) en 2008 bajo la organización de la Unión Panamericana de Taekwondo.
En total se disputaron en este deporte dieciséis pruebas diferentes, ocho masculinas y ocho femeninas.

## Resultados

### Masculino
| Evento | Oro                                      | Plata                                         | Bronce                                                               |
| ------ | ---------------------------------------- | --------------------------------------------- | -------------------------------------------------------------------- |
| –54 kg | Audy Muller Antillas Neerlandesas        | Cristian Aliaga Granza · Perú                 | Luis Casado · República Dominicana · Samuel Desjardins · Canadá      |
| –58 kg | Guillermo Paba · Colombia                | James Howe Estados Unidos                     | Kevin Fernald · Surinam · Jairo Rijo Severino · República Dominicana |
| –62 kg | Siddhartha Bhat · Canadá                 | Leandro García Argentina                      | Bernard Posey · Estados Unidos · Ismael Gómez · México               |
| –67 kg | Erick Osornio · México                   | Rafael Garcia · Brasil                        | Stuardo Solórzano · Guatemala · Panagiotis Alevetsovitis · Canadá    |
| –72 kg | Licínio Soares · Brasil                  | Lenn Hypolite Trinidad y Tobago               | Sylvain Fostin · Guadalupe · Jean-François Lebreux · Canadá          |
| –78 kg | Sebastián Crismanich Argentina           | Jhohanny Jean Bartermi · República Dominicana | Miguel Ferrera · Honduras · Randi Byrne · Canadá                     |
| –84 kg | Richard Alcántara · República Dominicana | Douglas Marcelino · Brasil                    | Ángel Román Martínez · Puerto Rico · Carlos Liebig · Chile           |
| +84 kg | Martín Sío Argentina                     | Kristopher Moitland · Costa Rica              | Leonardo dos Santos · Brasil · Adrián Puello · Puerto Rico           |

### Femenino
| Evento | Oro                                        | Plata                                    | Bronce                                                                      |
| ------ | ------------------------------------------ | ---------------------------------------- | --------------------------------------------------------------------------- |
| –47 kg | Laura Rojo Rodríguez · México              | Alexis Martinez Estados Unidos           | Mayelin Reyes · República Dominicana · Zoraida Santiago · Puerto Rico       |
| –51 kg | Charlotte Craig Estados Unidos             | Gladys Mora · Colombia                   | Annie-Pier Turcotte · Canadá · Yajaira Peguero · República Dominicana       |
| –55 kg | Shannon Condie · Canadá                    | Doris Patiño · Colombia                  | María José Jara · Chile · Rosa Emma Reyna · México                          |
| –59 kg | Estela Guadalupe Tiffer · Nicaragua        | Dinanyiris Furcal · República Dominicana | Aziza Chambers · Estados Unidos · Jessica Johnson · Canadá                  |
| –63 kg | Melissa Pagnotta · Canadá                  | Carla Cotto Puerto Rico                  | Whitney Daniel · Estados Unidos · Anahil Karina Siri · República Dominicana |
| –67 kg | Paige McPherson Estados Unidos             | Lida Hernández · Colombia                | Andrea St. Bernard · Granada · Geneviève Redstone · Canadá                  |
| –72 kg | Deysi Montes de Oca · República Dominicana | Lorena Díaz Moreno · Colombia            | Dalia Avivi Estados Unidos Cyndie Ethou Guyana                              |
| +72 kg | Daria Peregoudova · Canadá                 | Assulayyil Madrigal · México             | Hellorrayne Paiva · Brasil · Lydia Nieves · Puerto Rico                     |

## Medallero
| Núm. | País                  | Oro | Plata | Bronce | Total |
| ---- | --------------------- | --- | ----- | ------ | ----- |
| 1    | Canadá                | 4   | 0     | 7      | 11    |
| 2    | República Dominicana  | 2   | 2     | 5      | 9     |
| 3    | Estados Unidos        | 2   | 2     | 4      | 8     |
| 4    | México                | 2   | 1     | 2      | 5     |
| 5    | Argentina             | 2   | 1     | 0      | 3     |
| 6    | Colombia              | 1   | 4     | 0      | 5     |
| 7    | Brasil                | 1   | 2     | 2      | 5     |
| 8    | Nicaragua             | 1   | 0     | 0      | 1     |
| 8    | Antillas Neerlandesas | 1   | 0     | 0      | 1     |
| 10   | Puerto Rico           | 0   | 1     | 4      | 5     |
| 11   | Costa Rica            | 0   | 1     | 0      | 1     |
| 11   | Perú                  | 0   | 1     | 0      | 1     |
| 11   | Trinidad y Tobago     | 0   | 1     | 0      | 1     |
| 14   | Chile                 | 0   | 0     | 2      | 2     |
| 15   | Granada               | 0   | 0     | 1      | 1     |
| 15   | Guadalupe             | 0   | 0     | 1      | 1     |
| 15   | Guatemala             | 0   | 0     | 1      | 1     |
| 15   | Guyana                | 0   | 0     | 1      | 1     |
| 15   | Honduras              | 0   | 0     | 1      | 1     |
| 15   | Surinam               | 0   | 0     | 1      | 1     |
|      | TOTAL                 | 16  | 16    | 32     | 64    |